# Johan Niklasson
Johan Karl Niklasson, född 17 januari 1985 i Oskarshamn, är en svensk före detta fotbollsspelare (försvarare). Han spelade under sin karriär för bland annat Åtvidabergs FF i Superettan och Allsvenskan samt Oskarshamns AIK.

## Karriär
Inför säsongen 2012 gick Niklasson från Jönköpings Södra IF till IFK Värnamo i Superettan.
Inför säsongen 2014 återvände Niklasson till sin moderklubb Oskarshamns AIK. Efter säsongen 2019 avslutade han sin karriär.